# Monumento al Tratado Antártico

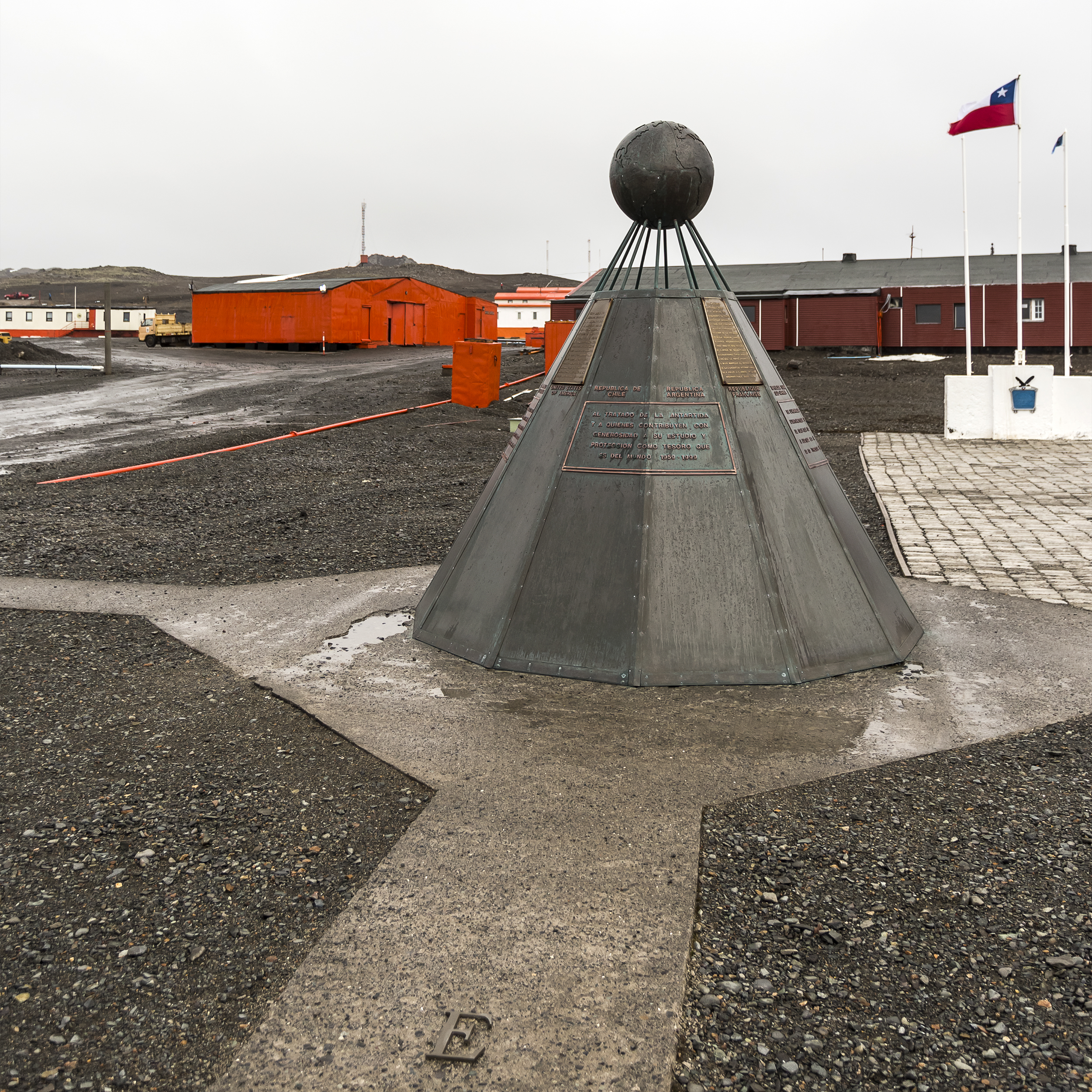
El monumento en 2014

El Monumento al Tratado Antártico conmemora a los firmantes del Tratado Antártico, que se firmó en 1959 y entró en vigor en 1961. El monumento se encuentra cerca de las estaciones de investigación Frei, Bellingshausen y Escudero en la península Fildes de la isla Rey Jorge/25 de Mayo en las Islas Shetland del Sur de la Antártida. El monumento fue diseñado y construido por el estadounidense Joseph W. Pearson y ofrecido a Chile. Fue presentado en 1999, en la conmemoración de los 40 años de la firma del Tratado Antártico.
El monumento lleva 4 placas colocadas en febrero de 2011 con el siguiente mensaje en los idiomas oficiales del Tratado Antártico (inglés, francés, ruso y español):

Este monumento histórico, dedicado a la memoria de los signatarios del Tratado Antártico, Washington D.C., 1959, también sirve de recordatorio del legado del Primer y Segundo Años Polares Internacionales (1882-1883 y 1932-1933) y del  Año Geofísico Internacional (1957-1958) que precedieron al Tratado Antártico, y recuerda el patrimonio de Cooperación Internacional que llevó al Año Polar Internacional 2007-2008.

El monumento ha sido designado Sitio o Monumento Histórico (HSM 82), a propuesta de Chile a la Reunión Consultiva del Tratado Antártico.